# شويتشي سيكي
شويتشي سيكي (باليابانية: 関修一 - せき しゅういち) (بالروماجي: Shuichi Seki) هو رسام ومصمم شخصيات رسوم متحركة الانيمي من مواليد عام 1946، عمل في مجال الرسوم المتحركة منذ الستينيات وحتى الآن، وصمم شخصيات العديد من أعمال الرسوم المتحركة المشهورة في سبعينيات وثمانينيات وتسعينيات القرن الماضي مثل مغامرات سندباد، وصاحب الظل الطويل، ولحن الحياة، واسألوا لبيبة، وسهم الفضاء ومغامرات توم سوير وغيرها. وقد زار الكويت ضمن فعاليات مهرجان القرين الثقافي ال23 وقدم شويتشي سيكي عرضا مرئيا تناول فيه الرسوم المتحركة من بداية مسيرته عام 1974 وحتى الآن.

## أعماله
- لمياء وتابعها شيكو سنة 1971 - تصميم الشخصيات.
- فيكي الفايكنج سنة 1974 - تصميم الشخصيات.
- بائع الحليب سنة 1975 - تصميم الشخصيات.
- بيرين سنة 1978 - تصميم الشخصيات.
- مغامرات توم سوير سنة 1980 - تصميم الشخصيات.
- بيل وسيباستيان سنة 1981 - تصميم الشخصيات.
- فلونة سنة 1981 - تصميم الشخصيات
- لوسي سنة 1982 - تصميم الشخصيات.
- سفينة الأصدقاء سنة 1986 - تصميم الشخصيات.
- سالي في رحلة العجائب سنة 1986 - تصميم الشخصيات.
- صاحب الظل الطويل سنة 1990 - تصميم الشخصيات.
- لحن الحياة سنة 1991 - تصميم الشخصيات.
- زهرة البراري سنة 1992 - تصميم الشخصيات.